# Mnichovská lež
Mnichovská lež nebo mýtus mnichovské zrady je termín užívaný některými historiky a publicisty k označení svalování veškeré viny za rozpad Československa v roce 1938 a následné nastolení protektorátu s jeho spoluúčastí na holokaustu a válečných zločinech na nacistické Německo a západní spojence Francii a Velkou Británii, kteří měli v roce 1938 zradit Československo podpisem mnichovské dohody.
Dlouhodobě mnichovskou lež odmítá novinář Jan Urban. Příčiny mnichovské zrady vidí velkou měrou na straně československé politické reprezentace, kritizuje ztrátu humanismu a demokratických principů v období tzv. druhé republiky, mezinárodní izolaci zahraniční politiky prezidenta Edvarda Beneše i vlastní domácí aktivity směřující k utlačování Židů nebo k odmítnutí pomoci uprchlíkům z Rakouska po jeho násilném připojení k Německu. Termín mnichovská lež použil také Vladimír Mertlík, o mýtu mnichovské zrady psali například Tomáš Krystlík, Jan Tesař za šiřitele mnichovského mýtu označil komunistický režim v Československu po roce 1948.
Historik Ivan Šedivý uvádí, že mýtů týkajících se období kolem mnichovské dohody je víc, např. mýtus o připravenosti a obranyschopnosti československé armády.
Kniha Jana Tesaře Mnichovský komplex se stala inspirací pro českou komedii režiséra Jana Zelenky Ztraceni v Mnichově.

### Související stránky
- Mnichovská dohoda